# Robert Napier, 1. Baron Napier of Magdala

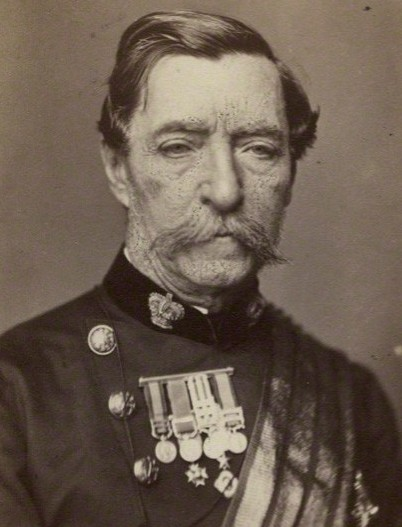
Robert Napier, 1. Baron Napier of Magdala

Robert Cornelis Napier, 1. Baron Napier of Magdala, GCB, GCSI, CIE, (* 6. Dezember 1810 in Colombo; † 14. Januar 1890 in London) war ein britischer Feldmarschall, der in den britischen Kolonialkriegen des 19. Jahrhunderts kämpfte.

## Leben und Wirken
Robert Napier wurde als Sohn eines Artillerie-Majors auf Ceylon geboren. Sein Vater fiel im Jahr seiner Geburt auf Java. 1824 ging Napier in das Militärcollege der East India Company in Addiscombe/Surrey. Mit 18 Jahren trat er 1828 bei den Bengal Engineers der British Indian Army bei. 1845/1846 nahm er am Ersten Sikh-Krieg teil. Dort kämpfte er in den Schlachten von Mudki, Ferozeshah und Sobraon. Im Zweiten Sikh-Krieg leitete er die Belagerung Multans und kämpfte in der Gujarat.
1852 kommandierte er eine Kolonne in einem Feldzug an der North-West Frontier. Napier kämpfte, als Militärsekretär von James Outram, bei der Niederschlagung des Sepoy-Aufstandes (1857/58). Während dieser Kämpfe wurde er verwundet und zum Brigadier befördert. Am 27. Juli 1858 wurde er als Knight Commander des Bathordens geadelt.
Napier nahm 1860 als Kommandeur einer Division unter Sir James Hope Grant an der britisch-französischen Expedition im Zweiten Opiumkrieg nach China teil.
Nach dem Tod von Lord Elgin (1863) wurde Napier übergangsweise Vizekönig von Indien. Im Anschluss wurde er Oberbefehlshaber der Bombay Army.
Im August 1867 führte Napier als Generalleutnant die Expedition nach Abessinien. Aufgrund eines diplomatischen Konfliktes mit Großbritannien hatte Kaiser Theodor II. von Äthiopien dort seit 1865 sukzessive alle Europäer als Geiseln gefangen genommen, die zuvor meist als Handwerker für ihn gearbeitet hatten. Die Expeditionsstreitmacht erreichte Abessinien im Dezember 1867. 1868 eroberten die von Napier kommandierten Truppen die kaiserliche Festung Magdala. Für die Erfolge in diesem Feldzug wurde er am 16. September 1867 als Knight Grand Commander des Order of the Star of India, am 27. April 1868 als Knight Grand Cross des Bathordens ausgezeichnet. Zudem wurde ihm am 17. Juli 1868 der erbliche Titel Baron Napier of Magdala verliehen, wodurch er Mitglied des House of Lords wurde.
Von 1870 bis 1876 war Napier Oberbefehlshaber der British Indian Army. 1876 wurde er zum Gouverneur von Gibraltar ernannt, ein vergleichsweise unbedeutender Posten. 1882 kehrte er nach seiner Beförderung zum Feldmarschall nach Großbritannien zurück. Von 1886 bis 1890 war er Konstabler des Tower of London.
Er starb am 14. Januar 1890 in London. Er ist in der Krypta der St Paul’s Cathedral begraben.